# John Acquaviva
John Acquaviva (Orsara di Puglia, 19 novembre 1963) è un disc jockey e produttore discografico italiano naturalizzato canadese.

## Biografia
Comincia la sua carriera a Detroit, dove ha l'opportunità di suonare con DJ Richie Hawtin e The Shelter. Nel 1989, Acquaviva e Hawtin fondano quella che poi diverrà una delle più importanti e influenti etichette di musica techno, la Plus 8 Records, che li proietterà sul panorama emergente internazionale della musica elettronica. Nel maggio 1990 i due dj rilasciano ii primi album dell'etichetta, "Elements of Tone" e "We Shall Overcome".
Nel 1993 lo stesso duo fonda l'etichetta Definitive Recordings, per poi creare Final Scratch, uno strumento di manipolazione e riproduzione di fonti di audio digitale usando dischi in vinile e un normale giradischi. Subito dopo Acquaviva collabora alla realizzazione di Beatport, uno dei più grandi negozi di musica in rete specializzato in musica dance ed elettronica.